# Mu'adh al-Khatib
Aḥmad Muʿādh al-Khaṭīb al-Ḥasanī (in arabo أحمد معاذ الخطيب ﺍﻟﺤﺴﻨﻲ‎?; Damasco, 1960) , dalla stampa spesso trascritto Moaz al-Khatib, è un imam e un politico musulmano di orientamento sunnita.
Presidente della Coalizione Nazionale delle Forze dell'Opposizione e della Rivoluzione Siriana, che si contrappone in armi al regime autocratico del Presidente siriano Baššār al-Asad, Aḥmad Muʿādh al-Khaṭīb è stato prima dello scoppio della guerra civile siriana, imam della Moschea degli Omayyadi di Damasco.
Aḥmad Muʿādh al-Khaṭīb ha studiato geofisica e ha lavorato come ingegnere per sei anni. È membro della "Società geologica siriana" e della "Società siriana di Scienze psicologiche" ed è stato Presidente (e rimane Presidente onorario) della "Società islamica di Urbanizzazione".

## Biografia

### Gioventù e carriera
Aḥmad Muʿādh al-Khaṭīb fa parte di una nota famiglia sunnita damascena. Suo padre, lo sceicco Muḥammad Abū l-Faraj al-Khaṭīb, è stato un famoso studioso di discipline islamiche e un predicatore (khaṭīb, per l'appunto, che nel suo caso ha assunto la funzione di un cognome).
Aḥmad Muʿādh al-Khaṭīb ha in questo seguito le orme paterne e - malgrado le radici dello scontro siano poco ricollegabili a matrici religiose - il suo status di imam sunnita della moschea più nota dell'intera Siria lo ha fatto diventare una figura-simbolo in un Paese guidato da decenni dalla minoranza alawita malgrado la schiacciante maggioranza sunnita e aliquote non indifferenti di sciiti.
Aḥmad Muʿādh al-Khaṭīb ha anche costituito la Società della Civiltà islamica e insegna Shari'a (la legge islamica) nell'Istituto olandese "Sheikh Badr al-Din al-Husni" di Damasco e daʿwah (richiamo a tornare all'Islam da parte dei musulmani che se ne sono sostanzialmente allontanati) nell'"Istituto Tahdhīb per le Scienze sciaraitiche". Ha visitato varie nazioni per motivi d'insegnamento, inclusa la Bosnia ed Erzegovina, i Paesi Bassi, la Nigeria, la Turchia, il Regno Unito e gli Stati Uniti d'America.

### Opinioni politiche e religiose
Aḥmad Muʿādh al-Khaṭīb viene considerato generalmente un moderato malgrado i suoi forti sentimenti anti-occidentali e i suoi scritti antisemitici. Egli accusa infatti l'Occidente di aver sostenuto il regime egiziano di Hosni Mubarak, spiegando che "il collasso del regime egiziano costituisce l'inizio del declino del sistema regionale a livelli internazionale..." e che il collasso stesso dell'Egitto è un immenso desiderio israeliano che scaturisce dal suo progetto spaventoso di dividere la regione in una ripugnante serie di entità settarie". Egli afferma che i Paesi europei stanno consentendo una pulizia etnica delle minoranze islamiche.
Aḥmad Muʿādh al-Khaṭīb è un sostenitore del predicatore e informale Muftī televisivo egiziano di orientamento fondamentalista, residente tuttavia in Qatar, Yusuf al-Qaradawi. Egli colloca al-Qaradāwī sullo stesso piano del tunisino Mohamed Bouazizi, che si suicidò, dando il via alla cosiddetta "primavera araba" nel suo Paese. Aḥmad Muʿādh al-Khaṭīb si riferisce ad al-Qaradawi come "il nostro grande Imam". Si ricorda che a Qaradawi è vietato l'ingresso in Francia e nel Regno Unito per il suo sostegno agli attentatori-suicidi, e le vittime civili israeliane che essi provocano sono definite da lui "prova della giustizia di Dio". Il website di Aḥmad Muʿādh al-Khaṭīb definisce gli ebrei "adoratori dell'oro" e "nemici di Dio", mentre egli stesso loda Saddam Hussein per aver "terrorizzato gli ebrei". Aḥmad Muʿādh al-Khaṭīb si riferisce anche ai musulmani sciiti come a "negazionisti" ed è convinto che essi "inventano menzogne e le osservano".
È stato imprigionato più volte per le sue critiche al governo siriano nel corso della rivolta contro il Presidente Bashar al-Asad prima di lasciare il paese e riparare al Cairo. Aḥmad Muʿādh al-Khaṭīb non è alleato con alcun partito politico ed è noto come un "moderato" che auspica il multipartitismo e che si oppone con decisione alle divisioni settarie tra i siriani. Nell'ottobre del 2012 è stato molto critico nei confronti del ruolo svolto in Siria dai fondamentalisti militanti, man mano che la rivolta contro il regime siriano si sviluppava, dichiarando che la loro posizione di predominio aveva consentito ai Paesi occidentali di definire "estremista" la rivolta stessa.
Aḥmad Muʿādh al-Khaṭīb, oltre a sostenere il multipartitismo, si batte per l'uguaglianza giuridica e sociale tra i sessi In una sua dichiarazione pubblica rivolta alla folla presso Damasco, poco dopo l'inizio della rivolta anti-regime nel 2011, ha detto: «Fratelli miei, viviamo le nostre vite, sunniti, sciiti, alawiti e drusi, come un'unica concorde comunità. E con noi vivono i nostri cari fratelli [cristiani] che seguono Gesù, la salvezza di Dio sia su di lui.  Aderiamo a questo legame esistente tra noi e lo salvaguarderemo sempre». Aggiungendo: «Ogni giardino è tanto più bello quanto più sia pieno di fiori di tutti i tipi».
Dopo essere stato eletto Presidente della Coalizione nazionale siriana delle forze dell'opposizione e della rivoluzione, ha dichiarato: «Vi dico che gli alawiti mi sono più vicini di molte altre persone che conosco» e «Quando parliamo di libertà, intendiamo libertà per ogni singola persona nel Paese».

### Coinvolgimento nella guerra civile siriana
Nel luglio del 2012, Mu'adh al-Khatib è fuggito dalla Siria, a seguito di una serie continua di suoi imprigionamenti. L'11 novembre 2012, Muʿādh al-Khaṭīb è stato eletto Presidente della Coalizione nazionale siriana delle forze dell'opposizione e della rivoluzione, una coalizione di gruppi dell'opposizione che era stato formato quello stesso giorno. La coalizione è stata riconosciuta come legittimo governo da un ampio numero di nazioni (tra cui l'Italia il 19 novembre 2012).